# Dick Van Gelder
Dick Van Gelder (Antwerpen, 4 januari 1954) was in de periode 1980 - 1995 een Vlaamse dj.
Alvorens Van Gelder diskjockey werd, had hij in de 60'er jaren van de twintigste eeuw een eigen muziekgroep ‘The Black Scorpions’, waarin hij zanger en gitarist was. Hij begon als dj op de zondagmiddag dansparty's van de Antwerpse YMCA afdeling. Op zijn 14e draaide hij in de middaguren in de dagdiscotheek ‘The Sound’ in te Antwerpen. Op zijn 16e werd hij de vaste dj van discotheek 'King' in Antwerpen die vooral R&B en funk draaide.
In 1972 begon hij te draaien in ‘El Barca’ in Beveren (actueel BBC) waar hij een mengeling van ska beat en langzame rock-'n-roll draaide. Andere clubs waar hij draaide waren 'The Mustang' in Strombeek en de 'Boccaccio' te Destelbergen. Enkele van zijn optredens uit die periode werden opgenomen en uitgezonden op vele verschillende vrije radio's zoals  Radio Mi Amigo. Bij Radio Seven uit Zellik had hij een radioprogramma ‘The Belgian Disco Show’ en was hij tevens een tijdje programmaleider.
Van Gelder richtte in 1982 het eerste diskjockey agentschap in België op, eerst genaamd ‘ALCO’ later gewijzigd in ‘IDC – International Deejay Connection’. Dit agentschap had meer dan 270 aangesloten diskjockeys waarvan sommigen nog steeds actief zijn. Het agentschap organiseerde ook de danswedstrijden ‘Disco Queen & Disco King‘ in discotheken in België, Frankrijk en Luxemburg gedurende enkele jaren, steeds met een finale op Ibiza (Spanje).
Van Gelders laatste regelmatige optredens als vaste dj waren in 'Dockside' te Hasselt.
In 2024 stond hij als tweede kandidaat op de lijst van Voor U voor de Europese verkiezingen en is hij lijsttrekker voor "Samen voor Democratie" voor de provincieraad in arrondissement Antwerpen.